# Viernes (canción)
«Viernes» es una canción de la banda mexicana de rock DLD, incluida para su álbum cuarto álbum  de estudio titulado Primario. El sencillo fue lanzada a principios en el mes de noviembre del año 2013 como el tercer y último sencillo de dicho álbum por su discográfica Sony Music Group.

## Vídeo musical
El videoclip fue dirigido por Leche Ruiz y filmado en la Ciudad de México. En dicho vídeo se muestra primeramente a una mujer y después a otro hombre haciendo cosas de cotidianidad, después se muestra a la agrupación organizando una gran fiesta en donde asiste dicha y mujer y dicho hombre para verse y tener cita.

## Lista de canciones

### Descarga digital
| Viernes — Single |           |          |  |
| N.º              | Título    | Duración |  |
| 1.               | «Viernes» | 3:52     |  |